# Валентин Христов
Валентин Христов е български състезател по вдигане на тежести.
Валентин Христов е роден през 1956 г. в град Перник. Състезава се в категория 110 кг. Носител на сребърен медал от олимпиадата в Москва през 1980 г. Става два пъти световен шампион – през 1975 и 1977 г. и трикратен европейски шампион – през 1975, 1976 и 1977 г. Носител е на сребърни медали от световни първенства (1979 и 1980 г.), както и от европейски (1974 и 1980 г.) Поставя десет световни рекорда. Валентин Христов спечели и олимпийската и световната титла на игрите в Монреал през 1976 година (в годините когато има олимпийски игри, не се провеждат световни първенства, като спечелилите олимпийските титли, печелят и световните такива. По-късно, обаче тя му беше отнета, заради дадена положителна проба за допинг! В годините от 1975 до 1980 година, той си правеше каквото иска със световните рекорди в категорията. Дори е на крачка от подобряване на рекордите в категория над 110 кг, където тогава властва представителят на СССР Василий Алексеев и то на световното първенство в Москва през 1975 година.
Избран е за спортист на годината през 1975 година.